# 楚瓦什國家廣播電視公司
楚瓦什國家廣播電視公司（俄語：Национальная телерадиокомпания Чувашии）是俄羅斯聯邦楚瓦什共和國一家於2011年成立的廣播電視公司，其總部設在該國首府切博克薩雷。這家公司共設有一條電視頻道和兩條電台頻道，並使用俄語和楚瓦什語播放各類節目。